# 261 Prymno
Prymno /ˈprɪmnoʊ/ (định danh hành tinh vi hình: 261 Prymno) là một tiểu hành tinh hơi lớn ở vành đai chính. Thành phần cấu tạo của nó có lẽ bằng vật liệu nguyên thủy không giống như cacbonat thông thường.
Ngày 31 tháng 10 năm 1886, nhà thiên văn học người Mỹ gốc Đức Christian H. F. Peters phát hiện tiểu hành tinh Prymno khi ông thực hiện quan sát tại ở Clinton, New York và đặt tên nó theo tên Prymno, một trong các nữ thần Oceanid trong thần thoại Hy Lạp.